# Billy J. Kramer
Pour les articles homonymes, voir Kramer.
Billy J. Kramer (né William Howard Ashton le 19 août 1943 à Bootle) est un chanteur anglais.

## Biographie
Il a grandi avec sept frères et sœurs. Il étudie à l'école secondaire St George de Bootle. Il a fait un apprentissage d'ingénierie. Le nom de Kramer est choisi au hasard dans un annuaire téléphonique. C'était la suggestion de John Lennon que le «J» soit ajouté au nom pour le distinguer. Brian Epstein devient son manager. Kramer devient professionnel.
Avec le producteur de disques George Martin, la chanson Do You Want to Know a Secret? devient numéro deux au classement du Royaume-Uni en 1963. 
Au printemps 1964 en France, Vic Laurens adapte Little Children sous le titre Vous les petits (chez Mercury), titre que Billy J. Kramer and the Dakotas avaient classé en 7e position du classement anglais. 

## Discographie

### Singles
| Année                        | Single                                                                                                  | Classement dans les charts | Classement dans les charts | album UK | album US                                                                                               |
| Année                        | Single                                                                                                  | UK                         | US Pop                     | album UK | album US                                                                                               |
| ---------------------------- | --- | -------------------------- | -------------------------- | --- | --- |
| 1963                         | Do You Want to Know a Secret? b/w "I'll Be On My Way"                                                   | 2                          | –                          | The Best Of Billy J. Kramer With The Dakotas                                                                       | A: Little Children B: I'll Keep You Satisfied                                                          |
| 1963                         | "Bad To Me" b/w "I Call Your Name"                                                                      | 1                          | –                          | A: The Best Of Billy J. Kramer With The Dakotas B: Listen...                                                       | A: Little Children B: I'll Keep You Satisfied                                                          |
| 1963                         | "I'll Keep You Satisfied" b/w "I Know"                                                                  | 4                          | –                          | A: The Best Of Billy J. Kramer With The Dakotas B: Listen...                                                       | Little Children                                                                                        |
| 1964                         | Bad to Me b/w "Do You Want To Know A Secret" Second US release of both sides                            | –                          | –                          | The Best Of Billy J. Kramer With The Dakotas                                                                       | Little Children                                                                                        |
| 1964                         | Little Children / UK B: "They Remind Me Of You"                                                         | 1                          | 7                          | The Hits Of Billy J. Kramer With The Dakotas                                                                       | Little Children                                                                                        |
| 1964                         | Bad to Me Third US release                                                                              | –                          | 9                          | The Best Of Billy J. Kramer With The Dakotas                                                                       | Little Children                                                                                        |
| 1964                         | I'll Keep You Satisfied b/w "I Know" US re-release                                                      | –                          | 30                         | A: The Best Of Billy J. Kramer With The Dakotas B: Listen...                                                       | Little Children                                                                                        |
| 1964                         | From a Window UK B: Second To None US B: I'll Be On My Way                                              | 10                         | 23                         | A & UK B: The Hits Of Billy J. Kramer With The Dakotas US B: The Best Of Billy J. Kramer With The Dakotas          | I'll Keep You Satisfield                                                                               |
| 1965                         | "It's Gotta Last Forever" UK B: Don't You Do It No More US B: They Remind Me Of You                     | –                          | 67                         | The Hits Of Billy J. Kramer With The Dakotas                                                                       | A: Non-album track UK B: Trains and Boats and Planes US B: Little Children                             |
| 1965                         | Trains and Boats and Planes Original US B: "I'll Be On My Way" UK & later US B: "That's The Way I Feel" | 12                         | 47                         | A & UK B: The Hits Of Billy J. Kramer With The Dakotas Original US B: The Best Of Billy J. Kramer With The Dakotas | A: Trains and Boats and Planes Original US B: I'll Keep You Satisfied UK & later US B: Non-album track |
| 1965                         | Twilight Time b/w "Irresistable You"                                                                    | –                          | –                          | Non-album tracks                                                                                                   | Trains and Boats and Planes                                                                            |
| 1965                         | "Neon City" b/w "I'll Be Doggone"                                                                       | –                          | –                          | Non-album tracks                                                                                                   | Non-album tracks                                                                                       |
| 1966                         | "We're Doing Fine" b/w "Forgive Me"                                                                     | –                          | –                          | A: The Best Of Billy J. Kramer With The Dakotas B: Non-album track                                                 | Non-album tracks                                                                                       |
| 1966                         | "You Make Me Feel Like Someone" b/w "Take My Hand"                                                      | –                          | –                          | A: Non-album track B: The Best Of Billy J. Kramer With The Dakotas                                                 | Non-album tracks                                                                                       |
| 1967                         | "Town Of Tuxley Toy Maker" -- Part 1 (Billy J. Kramer solo) b/w "Chinese Girl"                          | –                          | –                          | Non-album tracks                                                                                                   | Non-album tracks                                                                                       |
| Billy J. Kramer solo singles | |                            |                            | | |
| 1968                         | "1941" b/w "His Love Is Just A Lie"                                                                     | –                          | –                          | Non-album tracks                                                                                                   | Non-album tracks                                                                                       |
| 1968                         | "A World Without Love" b/w "Going Through It"                                                           | –                          | –                          | Non-album tracks                                                                                                   | Non-album tracks                                                                                       |
| 1969                         | "Colour Of My Love" b/w "I'm Running Away"                                                              | –                          | –                          | Non-album tracks                                                                                                   | Non-album tracks                                                                                       |
| 1971                         | "The Grass Won't Pay No Mind" b/w "There's No Time" Shown as by William Howard Ashton                   | –                          | –                          | Non-album tracks                                                                                                   | Non-album tracks                                                                                       |
| 1973                         | "A Fool Like You" b/w "I'll Keep You Satisfied"                                                         | –                          | –                          | Non-album tracks                                                                                                   | Non-album tracks                                                                                       |
| 1973                         | "Darling Come To Me" b/w "Walking"                                                                      | –                          | –                          | Non-album tracks                                                                                                   | Non-album tracks                                                                                       |
| 1974                         | "Stayin' Power" b/w "Blue Jean Queen"                                                                   | –                          | –                          | Non-album tracks                                                                                                   | Non-album tracks                                                                                       |
| 1977                         | "San Diego" b/w "Warm Summer Rain"                                                                      | –                          | –                          | Non-album tracks                                                                                                   | Non-album tracks                                                                                       |
| 1978                         | "Ships That Pass In The Night" b/w "Is There Any More At Home Like You"                                 | –                          | –                          | Non-album tracks                                                                                                   | Non-album tracks                                                                                       |
| 1979                         | "Blue Christmas" b/w "Little Love"                                                                      | –                          | –                          | Non-album tracks                                                                                                   | Non-album tracks                                                                                       |
| 1980                         | "Silver Dream" b/w "Lonely Lady"                                                                        | –                          | –                          | Non-album tracks                                                                                                   | Non-album tracks                                                                                       |
| 1981                         | "Sun Tan" b/w "Gone Away"                                                                               | –                          | –                          | Non-album tracks                                                                                                   | Non-album tracks                                                                                       |
| 1982                         | "Rock It" b/w "Dum Dum"                                                                                 | –                          | –                          | Non-album tracks                                                                                                   | Non-album tracks                                                                                       |
| 1982                         | "You're Right, I'm Wrong" b/w "The Fugitive"                                                            | –                          | –                          | Non-album tracks                                                                                                   | Non-album tracks                                                                                       |
| 1983                         | "You Can't Live On Memories" b/w "Stood Up"                                                             | –                          | –                          | Non-album tracks                                                                                                   | Non-album tracks                                                                                       |
| 1984                         | "Shootin' The Breeze" b/w "Doris Day Movie"                                                             | –                          | –                          | Non-album tracks                                                                                                   | Non-album tracks                                                                                       |

### Albums
- Listen ... (1963, UK)
- Little Children (1964, US)
- I'll Keep You Satisfied (1964, US)
- Trains and Boats and Planes (1965, US)
- Billy Boy (1966, UK)
- I Won the Fight (2013, US)

### Collections
- The EP. collection (1995, UK)